# Яхиев, Халид Сайдхусинович
Халид Сайдхусинович Яхиев (род. 11 февраля 1999, Чечня) — российский борец вольного стиля, чемпион России 2020 года среди молодёжи до 23 лет, бронзовый призёр чемпионатов России 2019 и 2023 годов. В 2020 году им был выполнен норматив мастера спорта России. Его наставником является Вахит Байалиев. Яхиев выступает в средней весовой категории (до 79 кг).
В июле 2024 году ему присвоено звание мастер спорта России международного класса.

## Спортивные результаты
- Чемпионат России по вольной борьбе 2019 года — ;
- Чемпионат России по вольной борьбе 2023 года — ;
- Борьба на Международном фестивале университетского спорта 2023 — ;
- Кубок памяти Ивана Ярыгина 2024 — ;